# Opisthoncus devexus
Opisthoncus devexus là một loài nhện trong họ Salticidae.
Loài này thuộc chi Opisthoncus. Opisthoncus devexus được Eugène Simon miêu tả năm 1909.